# Amphitrite haematina
Amphitrite haematina är en ringmaskart som först beskrevs av Grube 1871.  Amphitrite haematina ingår i släktet Amphitrite och familjen Terebellidae. Inga underarter finns listade i Catalogue of Life.